# John Paul Jones (muzyk)
John Paul Jones (właśc. John Baldwin, ur. 3 stycznia 1946 w Sidcup) – brytyjski muzyk, kompozytor i autor tekstów, multiinstrumentalista, a także producent muzyczny. John Paul Jones znany jest przede wszystkim z wieloletnich występów w zespole muzyki rockowej Led Zeppelin, w którym grał m.in. na gitarze basowej oraz instrumentach klawiszowych.

## Życiorys

### Przed Led Zeppelin
Ojciec Johna Baldwina był pianistą i aranżerem, natomiast matka tancerką i wokalistką, miał więc on styczność z muzyką od najmłodszych lat. W wieku lat 6 znał już tajniki gry na fortepianie. Zaś od 13 roku życia zaczął grać na gitarze basowej. Już wkrótce wspomagał grą na niej zespół swojego ojca.
Zaledwie piętnastoletni John założył własną grupę, która umilała czas amerykańskim żołnierzom stacjonującym w Anglii, a kiedy jego szkolne lata dobiegły końca, rozpoczął profesjonalną karierę muzyczną. Zaczynał od występów w grupie Jeta Harrisa i Tony’ego Meehana. Pozostał w niej przez około rok, po czym postanowił pójść w inną stronę. Został producentem płyt i muzykiem sesyjnym, szybko wyrabiając sobie opinię jednego z najlepszych w branży. Współpracował między innymi z The Rolling Stones, Jeffem Beckiem, Dusty Springfield, The Supremes, Donovanem, The Everly Brothers oraz z The Yardbirds. Zmienił sobie też nazwisko na pseudonim artystyczny John Paul Jones. W kwietniu 1964 roku wydał swój własny singel „Baja”.
Mimo wysokich zarobków usługi dla innych muzyków nie dawały Jonesowi satysfakcji. Gdy jego żona przeczytała w piśmie Disc, o Jimmym Page’u i jego nowym projekcie, jakim był The New Yardbirds, John Paul skontaktował się z tym znanym gitarzystą i dołączył do jego zespołu. Formacja ta wkrótce przyjęła nową nazwę Led Zeppelin. W jej składzie znaleźli się jeszcze dwaj muzycy: wokalista Robert Plant i perkusista John Bonham.

### Po rozpadzie Led Zeppelin
Kiedy Led Zeppelin ostatecznie zakończył swoją działalność w 1980, każdy z członków poszedł we własną stronę. John Paul Jones wrócił do tego, co robił przed 1968, czyli do aranżacji i produkcji płyt innych artystów. Wśród nich znalazły się sławy takie jak: R.E.M., Cinderella, Paul McCartney, The Mission, Peter Gabriel, Ben E. King, czy Diamanda Galás. Czasami pojawiał się także na scenie, przeważnie z muzykami, z którymi współpracował w studio (w 1994 z Diamandą Galás odbył tournée po USA i Wielkiej Brytanii). John Paul stworzył też oprawy dźwiękowe do kilku filmów, między innymi do Krzyku w ciemnościach.
Własną karierą Jones zajął się późno, bo dopiero pod koniec lat dziewięćdziesiątych. Jego pierwszą solową płytą była Zooma (1999), wychwalana przez krytyków muzycznych. Jest to dzieło niełatwe w odbiorze – kompletny brak wokalu, muzyka oparta na ścieżce różnego rodzaju gitar basowych, które to instrumenty John Paul opanował do perfekcji. W podobnym tonie utrzymany jest The Thunderthief, drugi album Jonesa z 2001 roku, choć widać tu pewne zmiany, jak na przykład wprowadzenie śpiewu.
John Paul Jones zakończył niedawno produkcję ostatniego albumu zespołu The Datsuns. W chwili obecnej udziela się w trio Them Crooked Vultures.

## Najczęściej używane instrumenty
- gitary basowe:
  - 1963 Fender Jazz Bass – ulubiony bas Jonesa, używany do 1977;
  - 1951 Fender Telecaster Bass – w użyciu od 1973;
  - Fender Fretless Precision Jazz Bass – gitara bezprogowa, wykorzystywana głównie w 1972;
  - Fender Bass V – bas pięciostrunowy;
  - Alembic 4-String Bass – w użyciu od 1977;
  - Alembic 8-String Bass – ośmiostrunowy instrument;
  - Framus Stand Up Bass – bas stojący.
- instrumenty klawiszowe:
  - Hammond M-100 (organy Hammonda) – używane w nagraniach do pierwszych albumów Led Zeppelin;
  - Hammond C3 (organy Hammonda) – w użyciu od 1970-1975;
  - Hohner Electra-Piano (pianino elektryczne) – wykorzystywane w studio;
  - Mellotron M-400 (Melotron);
  - Yamaha GX-1 Synth (syntezator);
  - Steinway Grand Piano (fortepian).
- inne:
  - Ovation 12-String Acoustic – dwunastostrunowa gitara akustyczna;
  - Manson Tripleneck – trzygryfowa gitara, połączenie gitary akustycznej z mandoliną;
  - Gibson Mandolin – mandolina używana od 1970;
  - Fender Mandolin – wykorzystywana od 1971;
  - Harmony Mandolin;
  - Vega Banjo – banjo.

## Wybrana dyskografia
| Scream For Help (ścieżka dźwiękowa) | - Data: 22 marca 1985 - Wydawca: Atlantic Records                | –   |
| Sporting Life (oraz Diamanda Galás) | - Data: 6 września 1994 - Wydawca: Mute Records                  | –   |
| Zooma                               | - Data: 14 września 1999 - Wydawca: Discipline Global Mobile     | 103 |
| The Thunderthief                    | - Data: 12 października 2001 - Wydawca: Discipline Global Mobile | –   |
| „–” album nie był notowany.         |                                                                  |     |

## Wybrana filmografia
| Tytuł                               | Rok  | Rola        | Uwagi                                                                                      | Źródło |
| ----------------------------------- | ---- | ----------- | ------------------------------------------------------------------------------------------ | ------ |
| Rockestra                           | 1979 | jako on sam | film dokumentalny, reżyseria: Barry Chattington                                            | [ 4 ]  |
| Girls and Boys: Sex and British Pop | 2005 | jako on sam | serial dokumentalny, odc. pt. Oh You Pretty Things: The 1970s, reżyseria: Benjamin Whalley | [ 5 ]  |
| The Africa Express                  | 2013 | jako on sam | film dokumentalny, reżyseria: Renaud Barret, Florent de La Tullaye                         | [ 6 ]  |